# Blevice
Blevice är en ort i Tjeckien.   Den ligger i regionen Mellersta Böhmen, i den centrala delen av landet, 19 km nordväst om huvudstaden Prag. Blevice ligger 235 meter över havet och antalet invånare är 282.
Terrängen runt Blevice är lite kuperad. Runt Blevice är det ganska tätbefolkat, med 80 invånare per kvadratkilometer. Närmaste större samhälle är Prag, 18,8 km sydost om Blevice. Trakten runt Blevice består till största delen av jordbruksmark.